# François-Gustave Dauphin
Pour les articles homonymes, voir Dauphin (homonymie).
François-Gustave Dauphin, né le 7 juin 1804 à Belfort et mort le 23 mai 1859 à Paris, est un peintre français.

## Biographie
François-Gustave Dauphin est le fils de François Dauphin, aubergiste et de Marguerite Boulantier.
Envoyé par ses parents à Dijon pour étudier le droit, il s'oriente plutôt vers la peinture et suit l'enseignement de François Devosge, puis part en 1824 pour Paris.
Il entre à l'École des Beaux-Arts de Paris en 1825, où il est élève de Louis Hersent, puis séjourne durant quatre années à Rome. Il expose au Salon entre 1835 et 1859 qui le récompense d'une médaille de 3e classe en 1842, et d'une médaille de 2e classe en 1845.
Il se marie à Paris avec Aglaé Duvivier (1809-1883) le 6 juillet 1843.
Lors de la révolution française de 1848, il est colonel de la 7e légion de la Garde nationale et se distingue lors des émeutes de juin. Il se présente aux élections législatives de 1849, sans succès pour sa carrière politique.
En janvier 1859, il dépose un brevet pour une table mécanique destinée à la fabrication de bougies et chandelles.
Il meurt à l'âge de 54 ans. Il est inhumé le 25 mai 1859 au cimetière de Montmartre.

## Œuvres exposées aux Salons parisiens

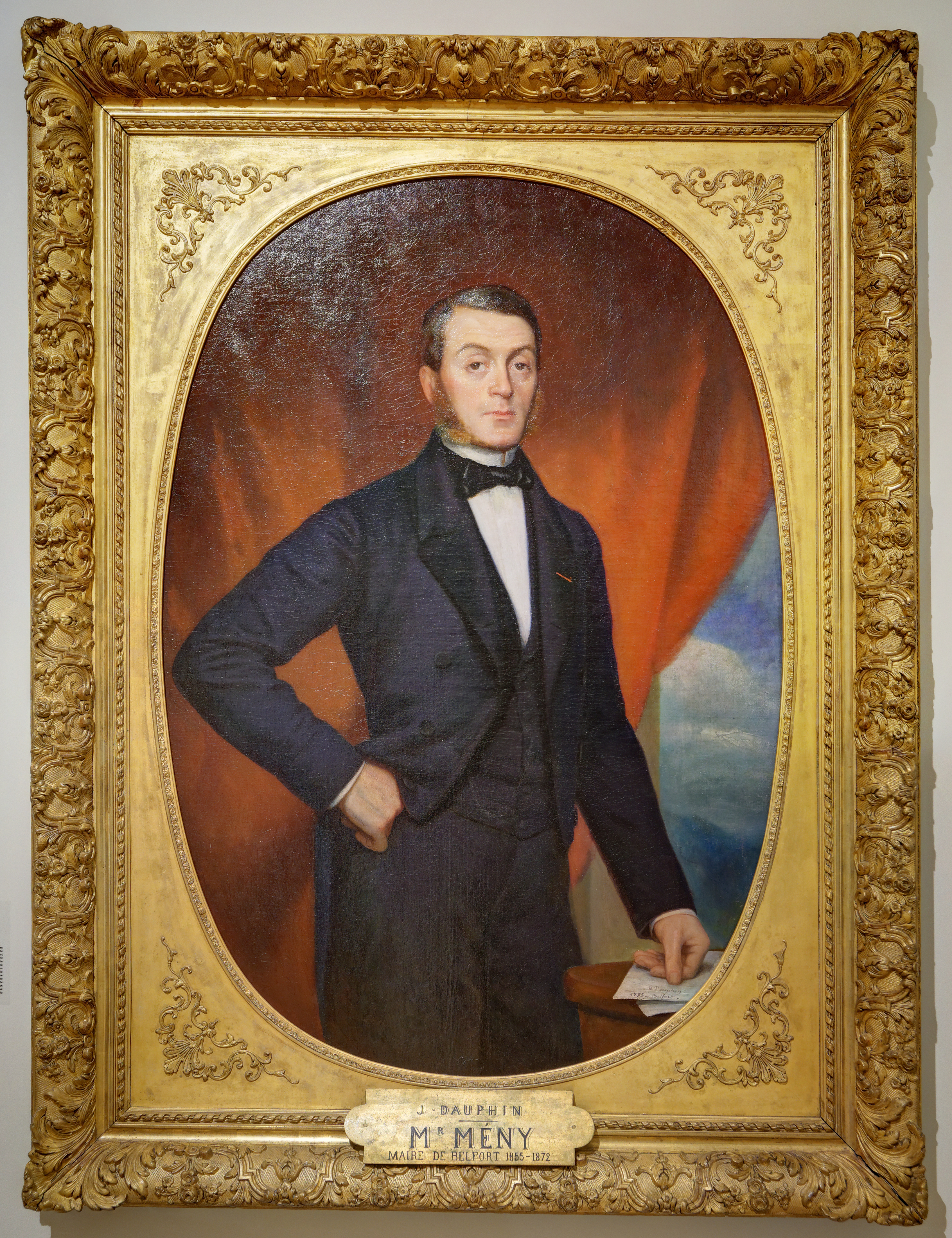
Portrait de M. Meny (HDR), Musée des Beaux-Arts de Belfort.

- Chute d'un bateau à la cascade de Terni (Italie), no 492 au Salon de 1835
- Portraits, no 493 au Salon de 1835, pastel
- Une déposition de croix, no 453 au Salon de 1836
- Scène de jalousie entre des bandits italiens, no 454 au Salon de 1836
- Etude de femme, no 455 au Salon de 1836
- L'Assomption de la Vierge, no 479 au Salon de 1839
- Jésus sur le mont des Oliviers, no 480 au Salon de 1839
- Portrait de M. L..., architecte, no 481 au Salon de 1839
- Le Christ portant sa croix, no 464 au Salon de 1841
- Portrait de Mme H. Cugnotet, de Dijon, no 465 au Salon de 1841
- La mère de douleur, no 476 au Salon de 1842
- Portrait de M. A. Chatel, no 477 au Salon de 1842
- Les derniers apprêts de la sépulture du Christ, no 308 au Salon de 1843
- Le baiser de Judas, no 401 au Salon de 1845
- Portraits de Mme B... et de son fils, no 1088 au Salon de 1848
- Jésus Christ trahi et saisi au jardin des Oliviers, no 1089 au Salon de 1848, dessin
- La mise au tombeau, no 1090 au Salon de 1848, dessin
- Les derniers moments du Christ, no 729 au Salon de 1850
- Le Christ couronné d'épines, no 730 au Salon de 1850
- La Sainte-Vierge et le Christ mort, no 332 au Salon de 1853
- N. S. Jésus-Christ en croix, no 2846 au Salon de 1855
- N. S. Jésus-Christ marchant au supplice, no 2847 au Salon de 1855, carton
- Portrait de M. D..., no 2848 au Salon de 1855
- La Vierge et Saint Jean, no 693 au Salon de 1857
- Portrait de Mme W..., no 694 au Salon de 1857, pastel
- Le Christ au jardin des Oliviers, no 772 au Salon de 1859
- La fille de Jephté, no 773 au Salon de 1859, pastel
- Portrait de Mme M...., no 774 au Salon de 1859